# Deposizione (Angelico)
Deposizione dalla Croce è una pala d'altare tempera su tavola (276 × 185 cm) realizzata tra il 1432 ed il 1434 dai pittori Beato Angelico e Lorenzo Monaco. Commissionata da Palla Strozzi per la sagrestia di Santa Trinita (all'epoca Cappella Strozzi), è conservata al Museo nazionale di San Marco di Firenze.

## Storia
La costruzione della cappella gentilizia dei ricchissimi Strozzi nella Chiesa di Santissima Trinità, ad opera di Lorenzo Ghiberti, risale al 1418-1423. In quello stesso anno Gentile da Fabriano ultimava la pala d'altare considerata il suo capolavoro, l'Adorazione dei Magi per l'altare principale. Per il secondo altare venne poi commissionata a Lorenzo Monaco una pala di forma e dimensioni analoghe, che non venne portata a termine per la morte dell'artista (1424). In seguito il completamento (o secondo alcune interpretazioni la ridipintura della parte centrale) venne affidato al frate Beato Angelico. La datazione della pala è molto discussa dagli studiosi.
Si sa da un documento che nel 1432 la pala si doveva già trovare nella Sagrestia di Santa Trinita.
Secondo alcuni Angelico vi lavorò quindi verso il 1432, prima che nel 1434 Palla Strozzi venisse espulso dalla città. Secondo altri, basandosi anche su dati stilistici che farebbero pensare a un'opera degli anni più maturi dell'artista, la parte centrale era stata completata da Lorenzo Monaco (Darrel Davisson), ma danneggiata dopo l'esilio dello Strozzi e restaurata quindi da Angelico solo verso il 1440. Secondo John Spike è verosimile che Lorenzo Monaco avesse completato o quasi la commissione, ma che poi l'opera venne sostituita tra il 1429 e il 1432 per aggiornarla al gusto allora dominante.

## Descrizione e stile
Il pannello centrale, con la Deposizione vera e propria, è organizzato con uno schema piramidale al centro, che ha come vertici i due dolenti inginocchiati alla base e il gruppo delle scale e dei santi in alto, dietro cui si innesta la fascia orizzontale del paesaggio, che si dispiega lateralmente con una medesima linea dell'orizzonte e con una rappresentazione di città (sinistra) e di un paesaggio collinare (a destra). L'effetto è quindi di uno sviluppo verticale al centro (evidenziato anche dal braccio destro di Nicodemo che abbassa il corpo e dalla figura eretta di san Giovanni), al quale si contrappone, armonizzando, uno sviluppo orizzontale in profondità dei lati. Anche ai lati le fasce orizzontali dei personaggi sono accentuate in verticale dalla torre sullo sfondo o dagli alberi. Su questo schema ortogonale si imprime la figura per lo più diagonale di Cristo (le braccia, la testa reclinata, il corpo obliquo), che spicca con forza.

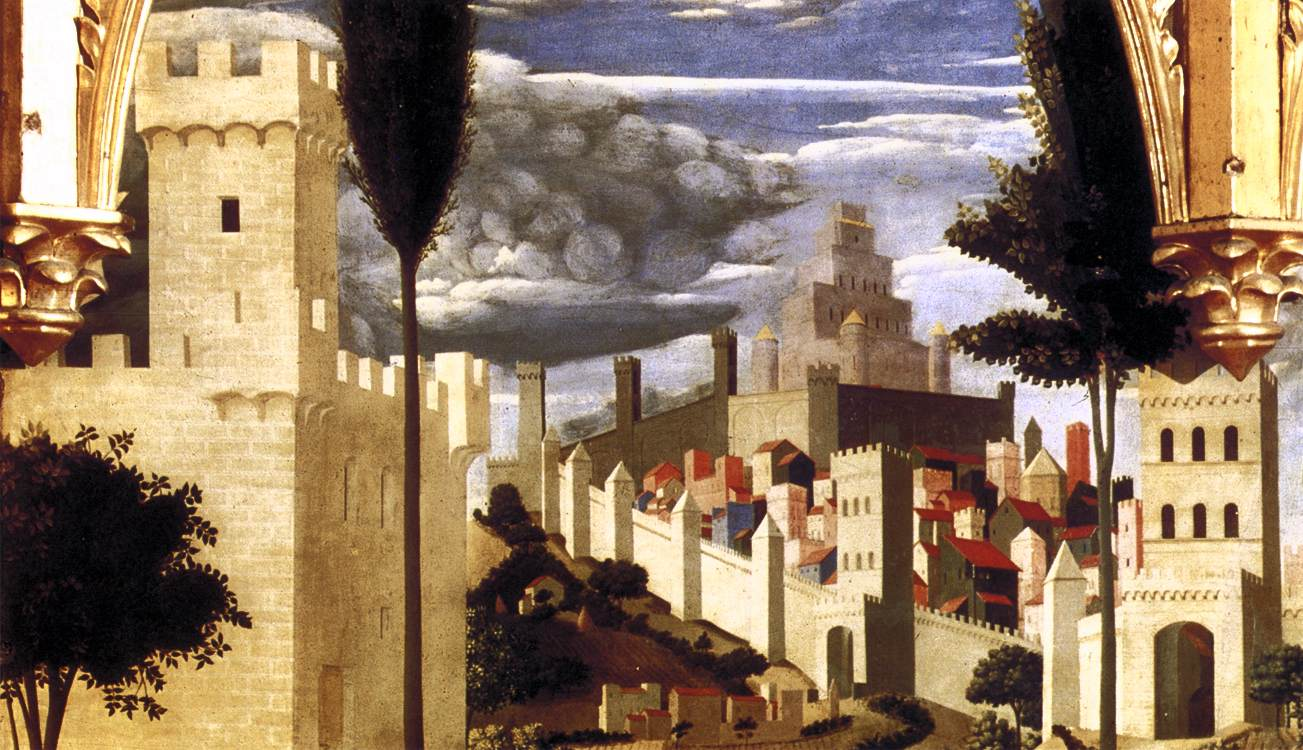
Paesaggio di città

La scena del Cristo deposto dalla croce si svolge tutta in primo piano e vi si trova una delle caratteristiche più tipiche dell'Angelico: l'uso di colori limpidi, luminosi e brillanti, accordati in una delicata armonia tonale, che richiama il concetto di san Tommaso d'Aquino della luce terrena quale riflesso del "lumen" ordinatore divino.
La rappresentazione resta in bilico tra il tono di gravità che si addice alla scena sacra e la vivacità pittoresca nella ricreazione ambientale. Nonostante la salda volumetria delle figure, soprattutto quella del Cristo nudo modellato anatomicamente, manca una rappresentazione convincente del peso e dell'azione, con le figure sulle scale che sembrano lievitare nell'aria. Notevole è invece l'attenzione al dettaglio, come i segni delle frustate sul corpo di Gesù, o la dettagliata resa delle fisionomie dei personaggi.
I gruppi laterali sono divisi tra le pie donne di sinistra, che si preparano ad accogliere il corpo nel sudario e il gruppo di uomini di destra, tra i quali si riconoscono dei dotti, che discutono sui simboli della Passione. Argan scrisse: "Da un lato è la religione dell'intelletto, dall'altro la religione del cuore; e all'intelletto chiaro, all'anima pura tutta la realtà si manifesta ordinata e limpida, come forma perfetta". Il personaggio col cappuccio nero è tradizionalmente indicato come un ritratto di Michelozzo, mentre il giovane col berrettone rosso all'estrema destra sarebbe un familiare degli Strozzi.
Il suolo è coperto da una fitta serie di pianticelle descritte nei minimi particolari, che alludono alla primavera, intesa sia come periodo storico in cui si svolse la scena, sia come simbolo di rinascita.

## I pilastrini
Una delle caratteristiche più rare e interessanti della pala è la presenza intatta dei pilastrini laterali e della loro decorazione con dodici figure di santi interi ed otto medaglioni con busti, disposti sia sul lato frontale che sui prospetti laterali. I santi a figura intera poggiano su basamenti dorati che hanno un'inclinazione diversa a seconda dell'altezza su cui si trovano: quelli in basso mostrano la faccia della base su cui poggiano, quelli in alto sono invece scorciati "da sott'in sù".

## Cuspidi e predella
Le cuspidi e la predella sono opera di Lorenzo Monaco, completate entro la morte del pittore (1424) e rappresentanti una delle sue migliori creazioni dell'attività dell'ultimo periodo.
Le storie cristologiche nelle cuspidi sono Noli me tangere, Resurrezione e le Marie al sepolcro. La predella in tre scomparti mostra Storie di Sant'Onofrio, patrono del padre di Palla, Noferi, Natività e Storie di san Nicola; già alla Galleria dell'Accademia, dal 1998 è a San Marco.
|  |  |  |
|  |  |  |

Cuspidi e predella della Deposizione